# タイ国有鉄道

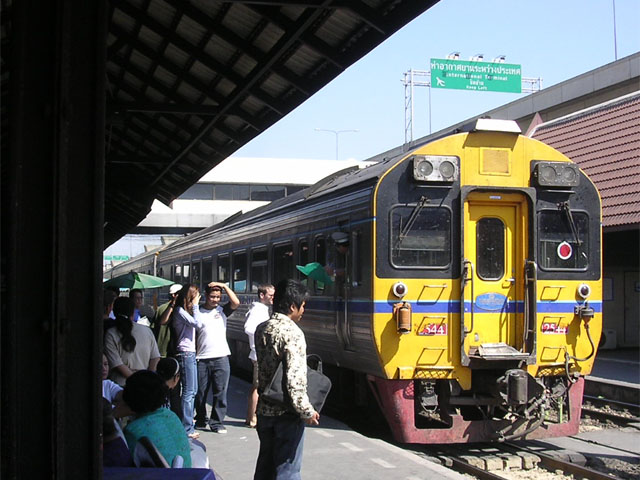
タイ国鉄車両 APD60型

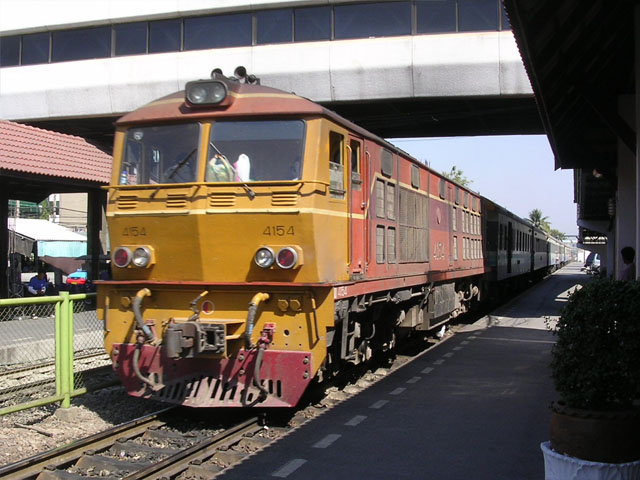
タイ国鉄車両 ALS系ディーゼル機関車

タイ国有鉄道（タイこくゆうてつどう、タイ語: การรถไฟแห่งประเทศไทย, 英語: State Railway of Thailand）は、仏暦2494年（1951年）にタイ国有鉄道法に基づいて設立された100%政府出資の公団で、タイ王国運輸省の下位組織である。タイ国内での略称は ร.ฟ.ท.。英語メディアではSRTという略称が使われることもあるが、日本では英語の略称を使わず、一般にタイ国鉄と呼ばれている。総延長は4,041 km（平行路線であるエアポート・レール・リンク、レッドラインを除く）で、東南アジア最大規模である。

## 歴史
1888年、テーワウォン外務大臣は英国パンチャード社に対しバンコク - チェンマイ間の鉄道建設に向けて調査を依頼。1891年には事業費用など報告書が提出されたが、その一方で1890年10月に創設された鉄道局（RRD）にはドイツより招聘された技師カール・ベートゲが局長に就任した。
1891年3月1日に公告された建設事業者の競争入札にはドイツの出資会社と英国人ジョージ・マリー・キャンベルが応札し、キャンベルが落札。のちに東北本線の一部となる官営鉄道コーラート線の建設を開始した。当初1897年全線開業予定であったが問題が絶えず、キャンベルとの契約破棄という混乱の中、部分開業として1897年3月26日、フワランポーン駅にてアユタヤ駅までの開通式がラーマ5世（チュラーロンコーン）参列のもと執り行われた。のちにナコンラチャシーマ駅と改名されるコーラート駅までの全線開通を果たしたのは1900年のことであった。翌1901年にはロッブリー駅に至る支線が開業し、チェンマイに至る北本線のさきがけとなった。
前述のような経緯で官営鉄道の所轄はドイツ人技師を主体とする北線鉄道局と、イギリス人技師を主体として後に創設された南線鉄道局に分かれていたが、1917年6月5日に両者を統合したシャム王国国有鉄道局（シャム国鉄、RSR）が創設。カムペーンペット親王が初代総裁に就任したことでタイ人主体の体制が確立した。当時は鉄道の施設はコストがかさんでも国の利益となると言う認識があったために、その後鉄道は全国を網羅するように施設された。
1939年6月にシャム王国がタイ王国に改名されるも組織名にはシャムの名が長らく残っていたが、1951年になって仏暦2494年タイ国有鉄道法の成立によりタイ国有鉄道（SRT）が成立した。

## 路線
主要幹線（北、南、東北、東）4系統と、独立線区であるメークローン線及び、上下分離方式に基づき路線設備のみ保有する空港連絡鉄道のエアポート・レール・リンク、高架鉄道のレッドラインに分類される。南本線はマレー鉄道に接続しており、直通列車が運行されている。東北本線（ノーンカーイ線）はラオスに、東線はカンボジアに接続しているが共に直通列車はない。
国土に平野部が多いことから、トンネルが極端に少ないことが特筆される。最長は北本線のクンターン・トンネル（1,362 m）で、東本線（バイパス線）のプラプッターチャーイトンネル（1,197 m、複線区間では最長）がこれに続く。上下分離方式の都市鉄道を除き、すべて非電化路線である（後述）。また、標準軌のエアポート・レール・リンクを除き、すべてメーターゲージが採用されている（後述）。
- おもな駅については、タイの鉄道駅一覧を参照。

### 北本線
首都バンコク、タイ中部および北部を結ぶ。日本の技術協力のもと、在来線に平行してチェンマイ方面に新幹線を導入する計画が発表されたが、数年間動きがなく、事実上とん挫したとする報道もみられる一方、2023年3月の報道によれば、日泰間で協議は続いており、計画前進に向け調整中と公表されている。
クルンテープ=チエンマイ線 （本線）
クルンテープ - バーンスー - アユタヤ - バーンパーチー - ピッサヌローク - バーンダーラー - デンチャイ - チエンマイ (751.4 km)
タイ北部の大都市チェンマイを控え比較的多く列車が設定されており、とくに東北本線と重複する区間は三線化により輸送密度向上を図っている。しかし後述のように旧態依然とした面も多く残り、恒常的に運行の乱れが発生することから2022年現在、複線区間の延伸、立体交差化事業が進められている。
バーンダーラー=サワンカローク線（支線）
バーンダーラー - サワンカローク(28.8 km)
定期列車が毎日1往復のみ走行する。本線の特急列車が乗り入れるだけであるが、特殊な運行経路をとることで知られる。コロナ禍で特急列車の乗り入れも廃止され、2020年～運行が廃止されていたが、2023年7月15日 シラアー～バーンダーラー～サワンカロークの普通列車が1日1往復設定され運転が再開された。
- デンチャイからチェンライ方面への支線が計画されている。

### 南本線

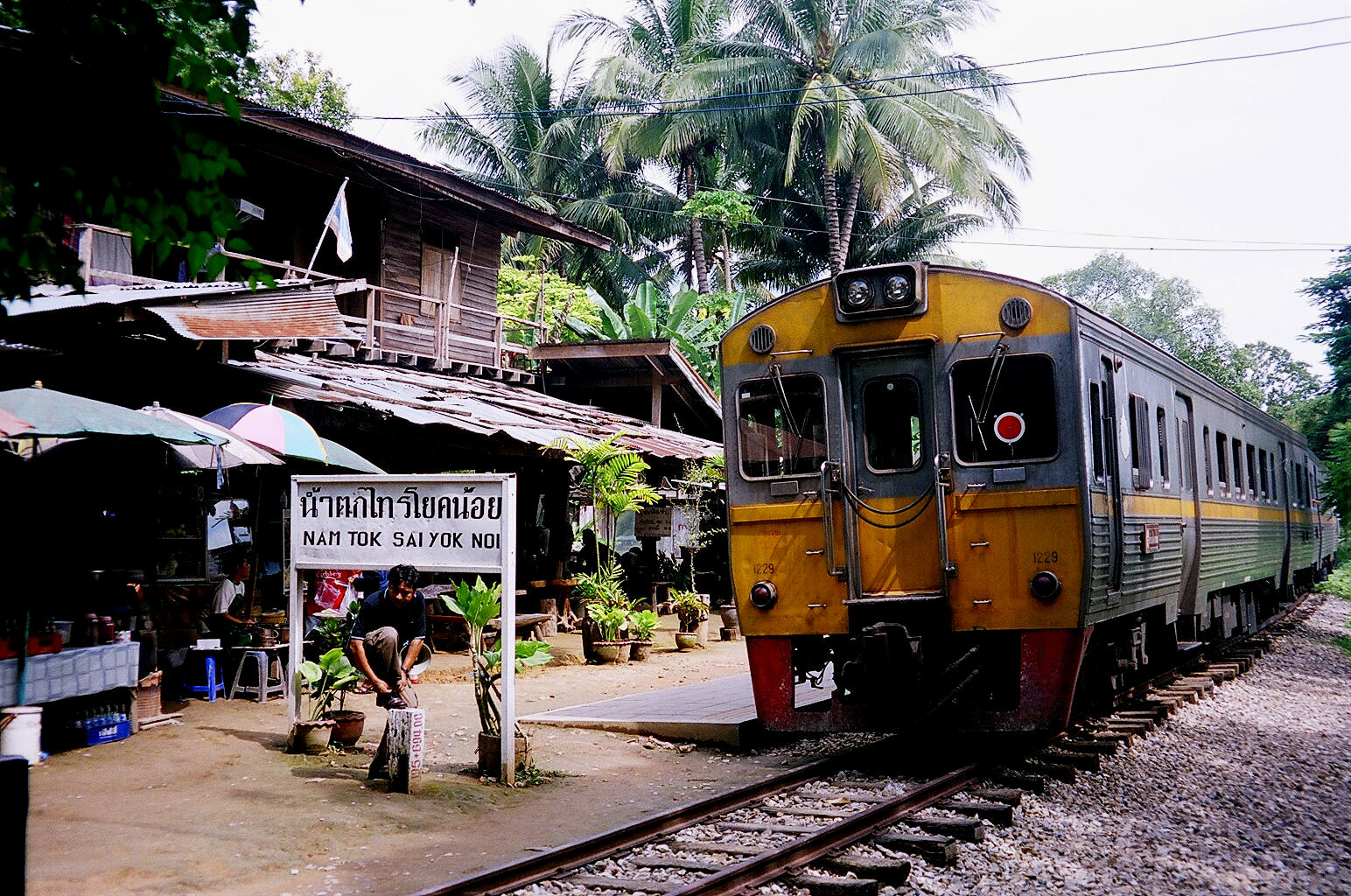
ナムトックサイヨークノイ停車場に停車中のNKF系気動車

バンコクとタイ南部を結ぶ。歴史的経緯により登記上はトンブリー駅を起点としているが、事実上の本線は下記のバーンスー=タリンチャン線を介してバーンスー駅で北本線（クルンテープ=チエンマイ線）と接続するルートになっており、殆どの長距離列車がフワランポーン駅（クルンテープ駅）まで乗り入れている。長大路線でありながら大部分が単線区間であるが、複線区間の延伸が進行中。
2024年8月12日に、ナコンパトム駅～チュポン駅間の421キロの区間の複線化工事が完了し、営業運転に供された。
トンブリー=スンガイコーロック線
トンブリー - タリンチャン - ナコーンパトム - ノーンプラードゥック - ラーチャブリー - ペッチャブリー - フワヒン - チュムポーン - バーントゥンポー - スラートターニー - トゥンソン - カオチュムトーン - ハートヤイ（ハジャイとも） - ヤラー - パッターニー - スンガイコーロック (1142.99 km) -（マレーシア国境）
マレー半島方面を縦貫し、最南部ではマレーシア国境を越えてマレー鉄道と接続している。ただし、直通の列車は運行されていない。2008年頃から国境のコーロック川に架かるハーモニー橋が鉄条網で封鎖され、休線となっている。
こちらが本線系統ではあるが、トンブリー駅から始発着する列車は非常に少ない。トンブリー - タリンチャン間はライトレッドライン支線として都市鉄道化が計画中。
バーンスー=タリンチャン線 （連絡線）
バーンスー分岐 - タリンチャン　(10.8 km)
現在の事実上の本線の一部であり、本来の本線であるトンブリー - タリンチャン間が単線非自動閉塞であるのに対し、同支線は複線化され、CTCも導入されている。
ノーンプラードゥック=ナムトック線 （支線）
ノーンプラードゥック - カーンチャナブリー - ナムトック (130.1 km) - ナムトックサイヨークノイ停車場
旧泰緬鉄道の一部であり、クウェー川鉄橋や桟道橋で有名である。週末運行の観光列車はナムトックサイヨークノイ停車場まで延長運転する。
ハートヤイ=パダン・ブサール線（支線）
ハートヤイ -（マレーシア国境) - パダン・ブサール(45.3 km)

その他の支線
| *ノーンプラードゥック=スパンブリー線（支線） :     | ノーンプラードゥック - スパンブリー         | (77.4 km) |
| *バーントゥンポー=キーリーラットニコム線（支線） : | バーントゥンポー - キーリーラットニコム     | (31.0 km) |
| *トゥンソン=カンタン線（支線） :                   | トゥンソン - トラン - カンタン              | (93.0 km) |
| *カオチュムトーン=ナコンシーラマラート線（支線） : | カオチュムトーン - ナコーンシータンマラート | (35.0 km) |

### 東北本線
列車の多くは北本線との重複区間に直通し、バンコクとイーサーン地方を結ぶ役割を果たす。主に中国企業を核とする共同企業体により、高速鉄道の導入を可能にすべく路盤強化工事、線形改良工事が進められているが、順調に進展しているとは言い難い。

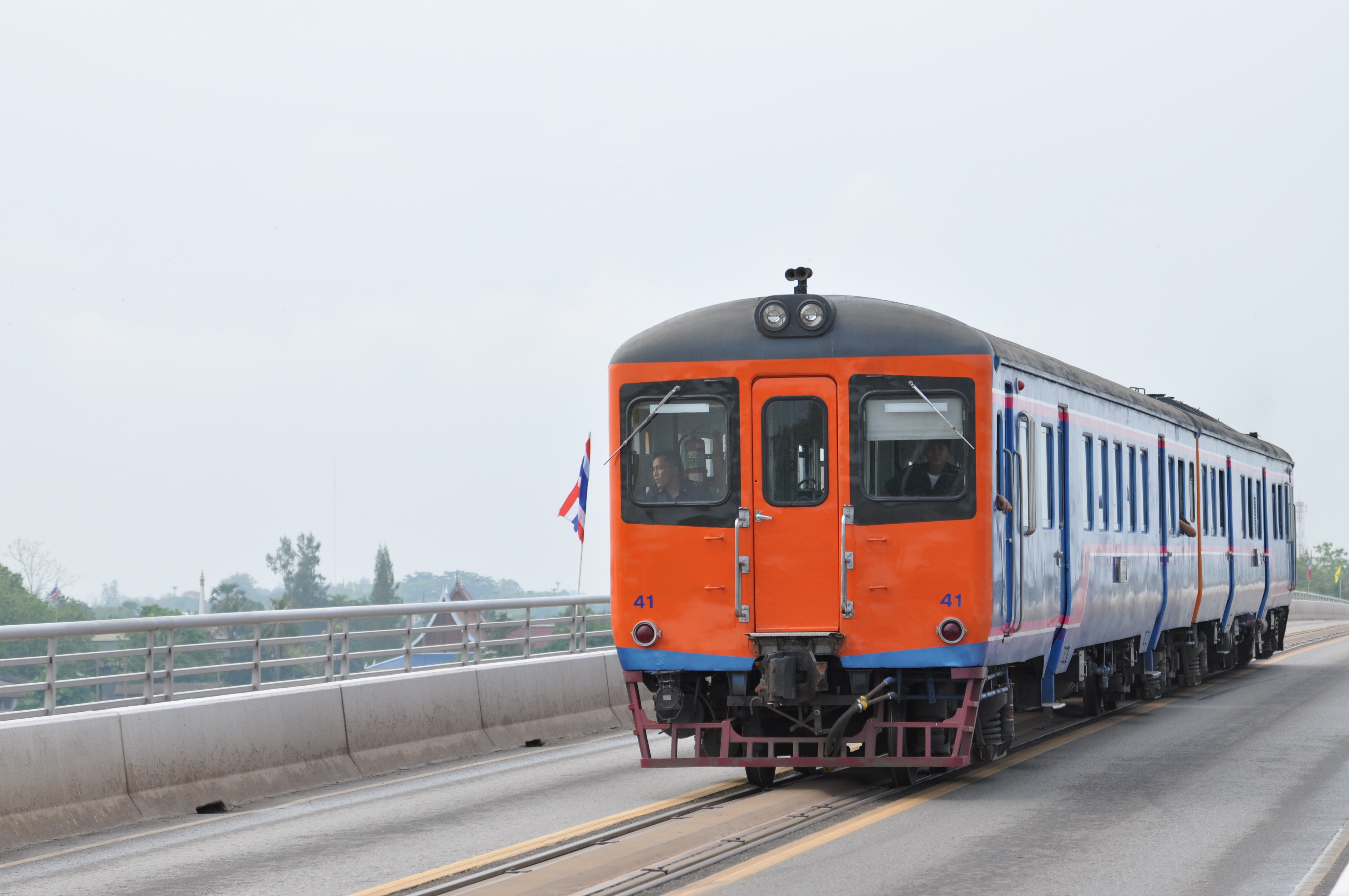
タイ＝ラオス友好橋を走るRHN系気動車(2014年撮影)

バーンパーチー=ノーンカーイ線（本線）
バーンパーチー（北本線） - ケンコーイ - ナコンラチャシーマ - タノンチラ - ブワヤイ - バーンパイ - コーンケン - ウドーンターニー - ノーンカーイ
登記上はこの区間が東北本線の基幹路線とされているが、実態は下記のタノンチラ=ウボンラーチャターニー線の方が列車本数も多く設備も近代化されている。2022年現在、ラオス国内への鉄道網の拡張計画と平行し、将来の輸送需要の拡大を見越した複線化事業が進行中である。
- バーンパイ駅から分岐するナコーンパノム方面支線が建設中[9][10]。

タノンチラ=ウボンラーチャターニー線（ウボン線）
タノンチラ - スリン - シーサケート - ウボンラーチャターニー（クルンテープ駅からの累計キロ程；575.1 km）
登記上の扱いは東北本線の支線であるが、沿線人口が多く輸送需要が大きいことに加え、カンボジア，ラオスと国境を接する地域を結んでいることから、国防上の必要性もあり、比較的早期から路盤の強化や高速化が行われてきた。列車本数も上述のノーンカーイ線よりも圧倒的に多い。
ケンコーイ=ブワヤイ線（副線：バイパス線）
ケンコーイ - ラムナライ - ブワヤイ (250.8 km)
優等列車は経由しないが、不定期観光列車が乗り入れる場合があるほか、災害時の迂回ルートにも使用される。
タイ・ラオス鉄道線
ノーンカーイ - ヴィエンチャン (13.65 km)
タイ・ラオス鉄道建設プロジェクトとして建設され、2023年10月に全区間が開通した。2024年7月19日からはバンコク直通の国際列車が運行開始した。

### 東本線
バンコクと東部（サケーオ、チョンブリー、ラヨーン方面）を結ぶ。他の本線系統に比較して旅客輸送規模は劣るが、一方でタイ最大の貿易港であるレムチャバン港に関連した貨物輸送が盛んであり、主要区間の複線化が完了している。将来、平行するエアポート・レール・リンクを延伸する形で高速鉄道を導入する計画がある。
クルンテープ=アランヤプラテート線
クルンテープ - マッカサン - フアタケー - チャチューンサオ - クローンシップカーオ - アランヤプラテート駅（254.5 km） - バンクロンルク国境駅 -（カンボジア国境） - ポイペト
当系統の基幹路線であり、バンコク中心部とカンボジア国境を結んでいるが、クローンシップカーオ以東の末端区間は列車本数が激減、現在も単線となっている。
過去に撤去されていたカンボジア国境付近の線路が2019年4月に再開通し、アランヤプラテート止まりだった列車も同年 バンクロンルクまで延長運転が開始された。ただし国際列車は運転されない。
チャチューンサオ=サッタヒープ線（支線）
チャチューンサオ - シーラーチャー - パタヤー - カオチーチャン - バーンプルータールアン - サッタヒープ(134.5 km)
現状は単なる支線にすぎないが、サッタヒープ近隣にはウタパオ国際空港が控えており、スワンナプーム国際空港とを連絡する高速鉄道導入が計画されている。
旅客列車はサッタヒープ貨物駅に隣接したチュックサメット駅まで乗り入れる（平日1往復、週末2往復）。
ケンコーイ=クローンシップカーオ線（バイパス線，ケンコーイ貨物線とも）
クローンシップカーオ - ケンコーイ (81.3 km)
将来の需要拡大と線路容量が限界を超えている北本線の容量分散を目的に、先に増強されたラートクラバンICD - レムチャバン間に続き、当支線内が複線・自動信号化されたことでラートクラバンICD - ケンコーイ間の複線化が完了した。なお、途中駅にはプラットホームも準備されている。
定期旅客列車は運行されていないが、2011年10月から11月にかけて、タイ中部を襲った大規模な水害の際には、東北本線，北本線の列車は本数を間引いたうえで、東線および同線を迂回して運転された。他にも1998年に開催されたアユタヤアジア大会の際に会場間の集約輸送のための臨時列車が運行されるなど、しばしば臨時旅客列車が運行される。
貨物専用線
| *マッカサン - メーナーム ：        | (16.8 km) |
| *フアタケー - ラートクラバンICD ： | (3.0 km)  |
| *シーラーチャー - レムチャバン :   | (10.3 km) |
| *カオチーチャン - マープタープット | (20.5 km) |

### メークローン線
バンコク郊外西側を走る。一般には下記2つの区間を総称して「メークローン線」という。この2路線は元々はメークローン鉄道という私鉄として開業したため、現在でもタイ国鉄の他路線とは線路が繋がっていない、いわゆる「飛び地路線」となっている。マハーチャイ - バーンレーム間はターチーン川で隔てられており、両駅を連絡する渡し船が運航されている。
| ウォンウィアンヤイ=マハーチャイ線 : | ウォンウィアン・ヤイ（バンコク都内） - マハーチャイ | (31.2 km) |
| バーンレーム=メークローン線 :       | バーンレーム - メークローン                         | (33.6 km) |

### 過去に存在した路線
南本線ソンクラー線 （支線）
ハートヤイ - ソンクラー（1978年廃止）

## バンコクのターミナル駅
バンコクには4つのターミナル駅がある。4駅間の移動はバス、タクシーが一般的である。
クルンテープ駅（フワランポーン駅）
長きにわたってタイ国内最大規模を誇り、バンコクを発着するほぼすべての列車が発着してきた。タイ国鉄での正式な名称はクルンテープ駅。
2016年6月25日、現在の場所に駅舎が移転してから100周年を迎えた。
2021年12月23日に主要ターミナルとしての機能をバーンスー中央駅（その後クルンテープ・アピワット中央駅に駅名変更）へ移転すると公表されていたが、2023年1月19日に延期された。移転後も東本線系統の列車は変更なく、他系統は大幅に減便した上でごく一部がクルンテープ駅発着として残されている。
今後の方向性としては、当駅舎は博物館として保存、併せて駅周辺には再開発により商業施設やコンドミニアムが建設される予定である。
クルンテープ・アピワット中央駅（バーンスー中央駅）
2021年に開業したダークレッドライン及びライトレッドラインのほか、2023年1月19日以降は北本線・東北本線・南本線の長距離列車・優等列車が発着している。
（新）トンブリー駅
南線タリンチャン駅より分岐した（見かけ上の）支線にあり、王宮地域のチャオプラヤー川対岸側に位置する。南線のナムトク支線直通列車および一部の本線系統（いずれも普通列車）が発着する。
2003年に現在の位置へ移転し、新駅は列車本数に見合う簡素なものとなった。しかし南線の起点駅は旧トンブリー駅であり、2021年現在も南線の営業キロ程は新駅ではなく旧駅起点となっている。旧駅の広大な構内は病院敷地に、駅舎は博物館（英語版）に、それぞれ転用された。
ウォンウィアン・ヤイ駅
トンブリー駅と同じくチャオプラヤー川対岸地区にあり、元・民営鉄道で独立線区であるメークローン線が発着する。新トンブリー駅よりもさらに小規模（ホーム1面のみ）で、表通り（タークシン通り）から少々奥まった位置にあり、目立たない。南線と似た経緯で、チャオプラヤー川に面したクローンサーン駅およびタークシン通り東側が区間廃止された。2020年現在もなお元・クローンサーン駅を基準地点としているのも同様である。

## 運行形態と料金

### 列車種別

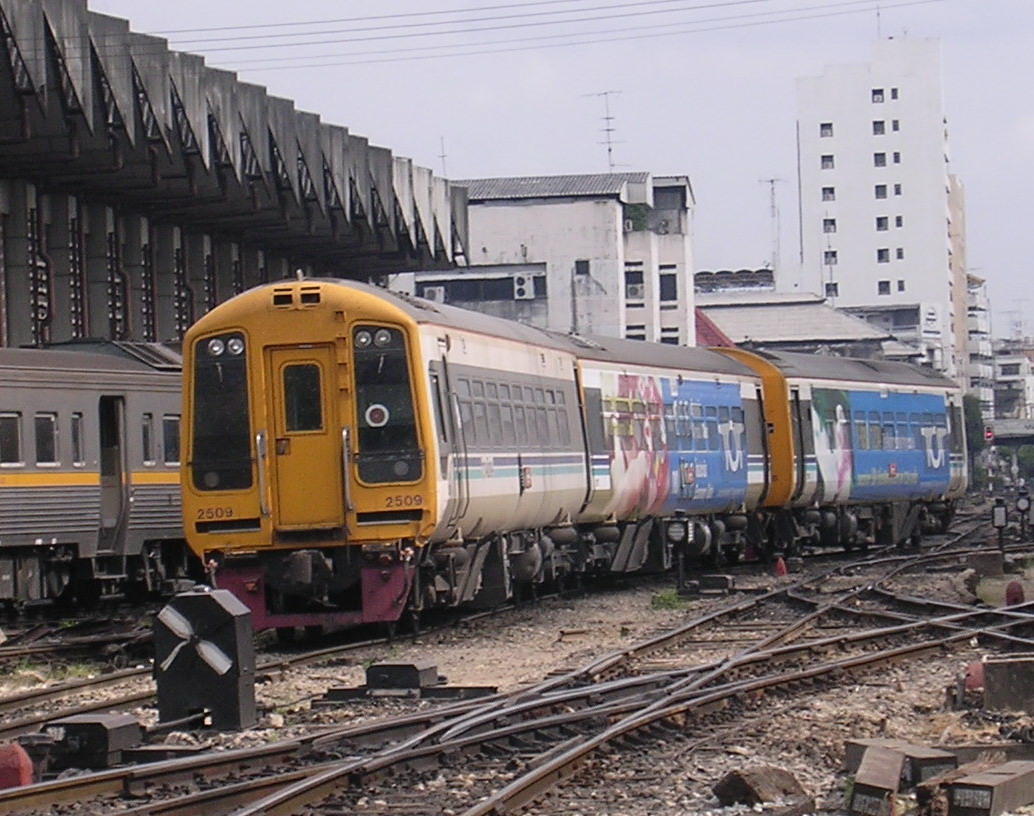
ASR型特急用気動車

Special Express（特急）、Express（急行）、Rapid（快速）、Ordinary（普通）、Commuter（近郊列車）に大別され、急行と快速が都市間輸送を担っており、夜行列車も多い。普通はその補完であり、近郊列車はバンコク発着がほとんどの運行である。車両種別は別項を参照のこと。急行、快速は各等級の混成編成（列車により連結される等級は異なる）であり、普通、近郊列車は三等車のみの列車が主体であるが一部二等車も連結する。普通、近郊列車以外の列車に乗車する際には、特急料金、急行料金、快速料金が加算される。
特急列車の中にはディーゼル特急があり、冷房付きでリクライニング機能付き二等座席車のみのモノクラス編成で運行されている。乗車区間により軽食・ドリンクが提供される。
また別格の特別列車として、バンコクからマレーシア・シンガポールまで運行するイースタン・オリエント・エクスプレス(E&O)が有名だが、タイ国有鉄道の運行ではなく、ベルモンド社の運行である。新型コロナウイルス蔓延防止政策により国際列車が停止されて以降、タイ国内への乗り入れは停止中。

### 車両種別
- 一等車 - 一人用あるいは二人用の個室寝台。各路線・系統とも最上位の寝台特急，寝台急行にのみ連結される。JR西日本から譲渡された個室寝台車も一等車として運用されているが、使用編成が限られており走行日は不定期[要出典]。

- 二等寝台車 - 開放型の二段寝台。昼間は寝台を収納し、座席として利用が可能である。南本線などの昼間の運転区間の長い列車では昼間は二等座席車として運用されることがある。二等座席として供される場合は対座式の二人がけ固定クロスシートとなる。一部の寝台特急用の車両は四人がけが可能な構造となっているが、四人がけとしての発券は行われていない。冷房と非冷房があり、旧来は主に急行以上の列車では冷房車両、快速列車では非冷房車両が使用されていたが、現在では非冷房車両の老朽化や乗客のニーズの変化により、冷房車両が連結される快速列車が増えている。ただし乗車時間の長い南本線に限っては従前より快速級の列車であっても冷房車が1両ないし2両連結されていた。またJR西日本から譲渡された14系，24系の元B寝台車が冷房付き二等寝台車として定期運用されていたが、中国製新車の導入により波動輸送用に転じた[要出典]。

- 二等座席車 - 主に二人がけリクライニングシートの座席車である。旧来、客車列車の場合はほとんどが非冷房であったが、2014年頃から北本線、東北本線（ウボン・ラーチャターニー方面およびノーンカーイ方面）の上位優等列車に、元JR12系を改造したエアコン付き2等座席車（ASC30型）が連結されている。（主な改造の内容は2列+1列配置のリクライニングシートへの換装、車椅子昇降機の新設とそのための両開き折り戸の新設、車椅子対応トイレの新設等である）

気動車特急は全車冷房付2等車によるモノクラス編成である。また気動車急行に連結される2等車も原則として全て冷房車両であるが、座席の向きは固定となっている。キハ58系が譲渡された当初は冷房装置が使用可能だったため、四人がけクロスシートであるにもかかわらず二等車扱いされた。（キロ28形も同様に二等車扱いとされた）
- 三等座席車 - 4人がけまたは6人がけクロスシート（実態としては急行列車以上では6人がけ部分も4人がけとして発券される）、あるいは（近郊列車用車両のみ）ロングシートの座席車である。固定クロスシートの座席は一般客車および一部の気動車では日本の固定クロスシートと同様の構造で、モケットではなく合成革張りとなっている。一方、プラスティック製や木製の座席も多い。また、通路側には肘掛がない車両もある。ロングシートの座席は日本のものと類似した構造で合成革張りのもののほか、木製のもの、また駅ホームのベンチに使用されるようなプラスチック製の座席を進行方向に配した車両もある。現在、定期旅客列車に使用される三等座席車は列車の等級を問わず原則として非冷房であるが、冷房改造車も少数ながら存在し、主に団体用や波動用として使用されている。（かつては南本線の一部の定期急行列車にエアコン付き三等座席車が連結されていたこともある）

### 運行列車

#### 愛称つき列車
伝統的に、一部の優等列車には愛称がつけられている。過去にはナコンピン号などが存在した。2025年現在、各方面に1往復ずつ設定された中国製新型寝台客車を用いる列車にそれぞれ異なる愛称がつけられている。
| 列車番号 | 日本語             | 英語         | タイ語    | 目的地                 |
| -------- | ------------------ | ------------ | --------- | ---------------------- |
| 9/10     | ウタラウィッティー | Uttrawithi   | อุตราวิถี    | チェンマイ             |
| 31/32    | タクシナラット     | Thaksinarath | ทักษิณารัถย์  | ハートヤイ(ハジャイ)   |
| 25/26    | イサーンマンダー   | Isan Mankha  | อีสานมรรคา | ノーンカーイ           |
| 23/24    | イサーンワッタナー | Isan Wattana | อีสานวัตนา  | ウボンラーチャターニー |

当節ではKTWはクルンテープ・アピワット中央駅、BKKはフアランポーン駅、TBRはトンブリー駅（南本線のみ）を示す。2025年4月時点において、定期優等列車はすべてKTW発着となる。
- タイ国鉄における快速列車は、追加料金が必要な優等列車である。
- 夜行と記した列車は道中で日付をまたぐ。寝台設備の有無は問わない。
- 普通列車も一部駅を通過する場合がある。
  - 日本における無料の快速列車に相当する共通種別がないが、南本線バンコク近郊のみ、(タイ語)พิเศษชานเมือง (英語)S.Commuterと表記される数本の列車が走行する。

#### 北本線およびその支線
- KTW - チェンマイ : 
  - 寝台特急2往復（夜行2）、ディーゼル特急1往復
  - 急行1往復（夜行1）、快速1往復（下り夜行、上り昼行）
- KTW - デンチャイ : 快速2往復（昼行1、夜行1）
- BKK - ピッサヌローク : 普通1往復
- BKK - タパーンヒン：普通1往復
- BKK - ナコーンサワン：普通1往復
- BKK - バーンタークリー：普通1往復
- BKK - ロッブリー ：普通3往復(休日は2往復)
- BKK - バーンパーチー：普通1往復(休日運休)
- ロッブリー - ピッサヌローク：普通1往復
- ナコーンサワン - チェンマイ；普通1往復
- ピッサヌローク - シラアット；普通1往復

#### 南本線およびその支線
- KTW - パダン・ブサール  : 寝台特急1往復（夜行1）
  - マレーシア国内へ乗り入れる国際列車。
- KTW - スンガイコーロック : 寝台特急1往復（夜行1）、快速1往復（夜行1）
- KTW - ハートヤイ(ハジャイ): 寝台特急1往復（夜行1）
- KTW - ヤラー : 快速1往復（夜行1）
- KTW - ナコーンシータンマラート : 急行1往復（夜行1）
- KTW - カンタン : 快速1往復（夜行1）
- KTW - トラン : 急行1往復（夜行1）
- KTW  - スラートターニー : ディーゼル特急2往復（昼行1、夜行1）
- BKK - スアンソン・プラディパット : 普通1往復
- BKK - ノーンプラードゥック： 普通1往復
  - 週1往復のみ、スパンブリー駅まで延長運転（日曜夕方下り、月曜朝上り）
- TBR  - ナムトック : 普通2往復
- TBR - ランスワン ： 普通1往復
- TBR - プラチュワップキーリーカン駅 ： 普通1往復
- TBR - ラーチャブリー ： 普通1往復
- TBR - ナコーンパトム: 通勤4往復(わずかに通過駅が存在)
- ノーンプラードゥック - ナムトック ： 普通1往復
- チュムポーン - ハートヤイ(ハジャイ)： 普通1往復
- スラートターニー - キーリーラットニコム： 普通1往復
- スラートターニー - スンガイコーロック： 普通1往復
- ナコーンシータンマラート - ヤラー : 普通1往復
- ナコーンシータンマラート - スンガイコーロック : 普通1往復
- ナコーンシータンマラート  - パッタルン : 普通1往復
- パッタルン - スンガイコーロック : 普通1往復
- ヤラー - スンガイコーロック : 普通1往復
- ハートヤイ(ハジャイ) - パダン・ブサール: 普通2往復

その他、観光列車と称する2往復が土日のみ設定されている。往路はノーンプラードゥックまで併合運転。
- BKK - ナムトック
- BKK - スアンソン・プラディパット

#### 東北本線およびその支線
- KTW - ビエンチャン: 快速1往復（夜行1）
  - ラオス国内へ乗り入れる国際列車。
- KTW - ノーンカーイ : 
  - 寝台特急1往復（夜行1）、ディーゼル急行 1往復
  - ウドンターニー  - ビエンチャン　普通1往復が越境列車として設定されているが、上記との接続は考慮されない。
- KTW  - ウボンラーチャターニー : 計6往復
  - 寝台特急1往復（夜行1）、ディーゼル特急1往復
  - ディーゼル急行1往復
  - 快速3往復（昼行1・夜行2往復）
- BKK - スリン : 普通1往復
- ケンコーイ - コーンケン（ナコンラチャシーマー経由） : 普通1往復（昼行）
- ケンコーイ - ブワヤイ （ラム・ナライ経由） : 普通2往復（昼行）
- ナコンラチャシーマー - ノーンカーイ : 普通1往復（昼行）
- ナコンラチャシーマー - ウドンターニー : 普通1往復（昼行）
- ナコンラチャシーマー - ウボンラーチャターニー : 普通 下り3、上り2（昼行）
- ラムチー → ウボンラーチャターニー :  普通0.5往復 （下り1　昼行）
- ラムチー → サムローンタープ : 普通0.5往復 （下り1　昼行）
- サムローンタープ → ナコンラチャシーマー ： 普通0.5往復 （上り1　昼行）
- ウボンラーチャターニー → ラムチー : 普通0.5往復×2　（上り2　昼行）

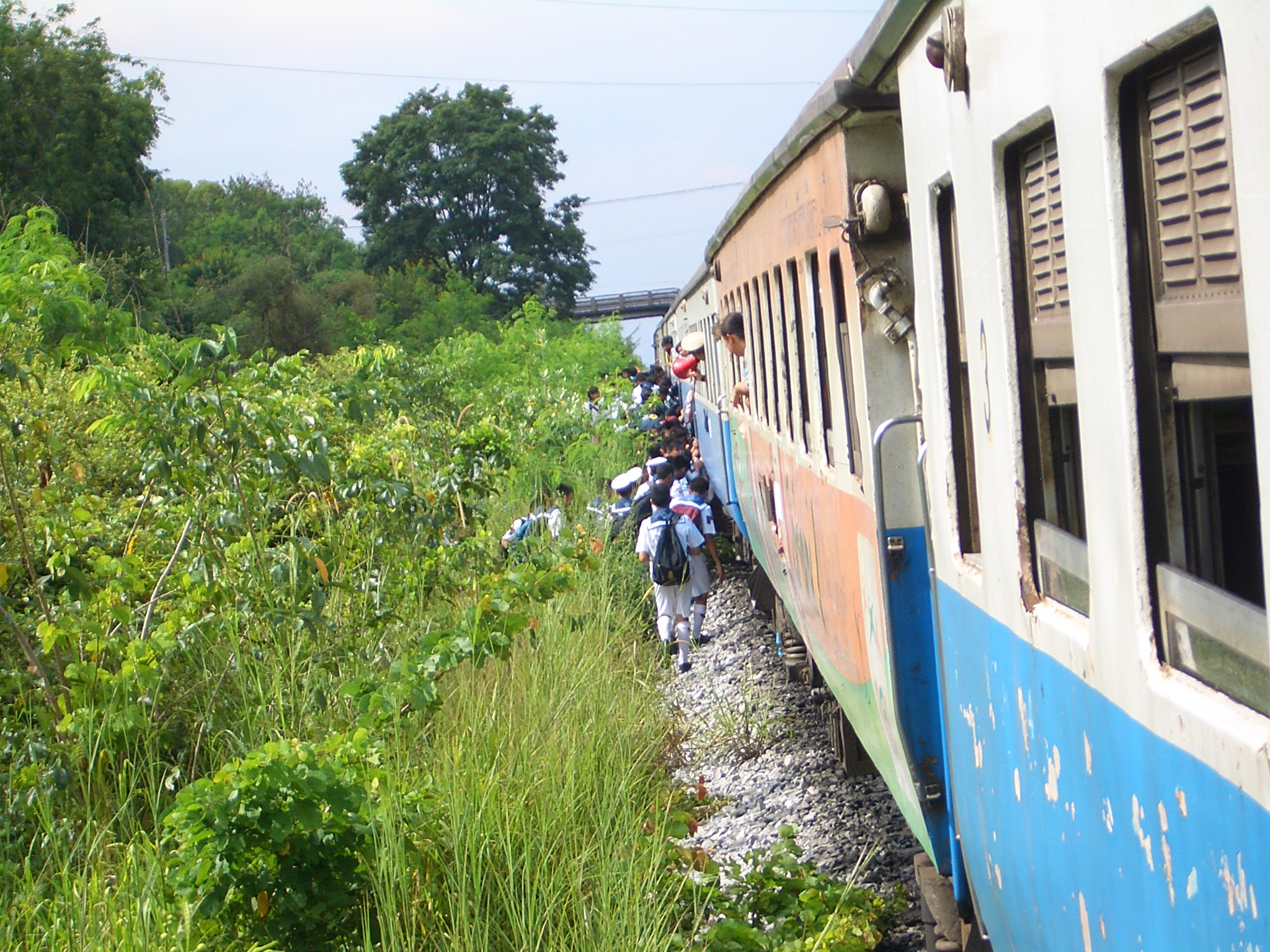
簡易乗降場での通学生の乗降（東線の普通列車）

前述の通り、東北本線の列車は一部の経路が北本線と重なっており、需要の多いバンコク - アユタヤ間の輸送をともに担っている。

#### 東線およびその支線
- BKK - バンクロンルク : 普通2往復
  - アランヤプラテートからカンボジア国境付近まで運転区間が延長されたもの
- BKK - カビンブリー : 普通2往復
- BKK - プラーチーンブリー：普通1往復
- BKK - チュックサメット : 普通1往復
  - 週末はディーゼル特急1往復が増便（東本線系統で唯一の優等列車）
- BKK - チャチューンサオ : 普通5往復

東線はすべて昼行。前述の通り、すべてがフアランポーン駅発着となり、クルンテープ・アピワット中央駅は経由しない。

### 運用形態と慢性的な遅れ
主要路線の快速以上の等級の長距離列車は、ほぼ全ての列車がバンコク近傍のクルンテープ駅構内(主に気動車)、バーンスー機関区、トンブリー機関区等の各車両基地を拠点として運用が組まれており、地方の車両基地を運用拠点とした長距離列車の運用は殆ど組まれていない。
そのため、従前のダイヤ設定では殆どの列車が終着駅ですぐに折り返してバンコクに戻るダイヤとなっており、600 km を超える長距離運用であっても折り返し運転に際しての整備、点検や給油のための時間は30分ないし1時間ほどしか組まれていなかった。すなわちダイヤ構成上、往路において列車に遅れが生じた場合に、折り返し時間に余裕を持たせることで復路の運用に影響を与えないための配慮は全くなされておらず、この様な無理な運用組成が慢性的な列車の遅れを生じさせる一因となっていた。この状況は2014年4月以後、各路線でダイヤの見直しが継続されてきたことと、北本線および東北本線における線路規格の改良工事が2015年度内にほぼ完了したことによりこれらの路線を中心に大幅に改善されてきている。しかし、その他に遅れを生じる主な要因として、バンコク近郊区間での踏切の取り扱い（バンコク近郊区間の主要道路の踏切においては渋滞対策として鉄道よりも道路が優先されている）の問題が深刻な課題である。また国鉄への信号・通信設備の近代化更新予算の政府承認が長年にわたって通らずにいるため、旧式の設備に依存せざるを得ない状態が慢性化しており、この状況が運用効率の向上を阻んでいる側面もある。2023年1月19日に優等列車は全てクルンテープ駅発着よりクルンテープ・アピワット中央駅発着へ変更になったため、優等列車に関しては大きく改善された。またそれ以外の北線（東北線を含む）列車も一部区間にて高架区間の走行となったため、わずかながら改善された。
一方、ナコンラチャシーマ駅、トゥンソン駅、ハジヤイ分岐駅には、機関区が併設され存在する。これらの機関区の本来の役目は貨物用や勾配区間用の機関車の管理、検修であるが、区によってはそれぞれの区が受け持つ地方路線のローカル列車の運用および車両の日常的な検修も担当している。（大掛かりな修理等を行う場合はバンコクのバーンスー，マッカサン等の各工場に入場する）　地方の機関区を拠点に運用されるローカル列車は、長距離列車に比べて遅れが生じにくく、通勤，通学等の需要にも比較的信頼性をもって応えている。
こうした事情から、タイ国鉄では軒並み下り列車よりも上り列車の方に、また地方のローカル列車よりも地方とバンコクを結ぶ長距離列車の方に、より大幅な遅れが生じる傾向がある。特に南本線や北本線など、長距離路線の上り快速列車は4時間以上もの遅れを生じることも珍しくない。そのためタイ国政府観光庁などは、外国人旅行者に対して、帰国当日や前夜発の夜行列車での移動は避けるよう注意を呼びかけている。

### 料金
乗車に必要な総額は等級ごとの運賃に加え、優等列車であれば種別料金、冷房車であれば空調料金によって計算され、寝台車の場合さらに寝台料金が加算される。
- 本節の記述は2019年6月現在の情報に基く。
- 運賃を除く各種料金は大人子供とも同額である。

運賃
1等、2等、3等の3段階があり、距離によって変動する。小児運賃など各種割引はこの部分に限り発生する。
- 例として、フワランポーン（バンコク） - チェンマイ （751km）の成人運賃は、 593 / 281 / 121 バーツ[22]。

#### 割引
下記の該当者は半額運賃が適用される（端数切捨て）。その他、高齢者割引など。
- 身長150cm以下の子供。
- 僧侶、修行僧および宗教家。
- 退役軍人、褒章授与者。

過去、タイ国民に限り3等運賃が無料となる困窮者支援策が実施された時期がある。
種別料金
列車の種別に応じ5段階に変動する。
- 特急(CNR車) - 250バーツ固定
- 特急(CNR以外の客車) - 190バーツ固定
- 特急(気動車) - 170バーツ固定
- 急行 - 150バーツ固定
- 快速 - 乗車距離に応じて変動する。
  - 1-50km - 20バーツ
  - 51-150km - 30バーツ
  - 151-300km - 50バーツ
  - 300km以上 - 110バーツ

空調料金
距離・等級、さらに座席区分に応じて変動する。例として、乗車500km以上、寝台車の場合は全等級170バーツ。
- 2016年に導入された中国製新型客車(以後、CNR車と略す）に限り、割増料金が設定される。例として500km以上の場合、全等級210バーツ。
- ASR型気動車特急で運転される特急は、軽食代として80バーツを合算した料金で示される。
- 冷房設備故障の場合は払い戻しの対象となる。

寝台料金
使用車両によって細かく分かれ、下段は上段より割高となる。ちなみに上段寝台には窓がない。
- 1等寝台は上段と下段を1名で占有することが可能で、コンパートメント料金が設定される。（定員すべてが1名個室扱いの元JR車はコンパートメント料金のみ）
- 2等寝台料金は5種類、1等寝台は3種類に分かれる。
- 元JR車2等寝台の料金は、定員40人（新型）と同一扱いとなる。タイ国鉄公式サイトではJR-WESTと表記される場合がある。

表内における人数は各車両ごとの定員を示し、料金はすべてバーツ単位である。
|      | 2等寝台   | 2等寝台   | 2等寝台   | 2等寝台   | 2等寝台    | 1等寝台     | 1等寝台     | 1等寝台    |
| 車種 | 定員 32人 | 旧型 40人 | 定員 36人 | 新型 40人 | CNR車 40人 | 元JR車 10人 | 韓国車 24人 | CNR車 24人 |
| 上段 | 100       | 130       | 150       | 150       | 200        | -           | 300         | 400        |
| 下段 | 150       | 200       | 220       | 240       | 300        | -           | 500         | 600        |
| 占有 | 設定なし  | 設定なし  | 設定なし  | 設定なし  | 設定なし   | 1000        | 1000        | 1400       |

計算例
バンコク（フアランポーン） - チェンマイ（751km）を成人1名が乗車する場合の一例を示す。列車番号以外の単位はすべてバーツ。
- 各列車ともすべての座席種別を示すものではない。例えば、第51急行列車には寝台車が併結されている。
- 前述の通り、小児は運賃に限り50%割引（端数切捨て）。例えば下記の区間は、2等であれば座席や列車種別を問わず140バーツ減額。

| 列車 番号 | 種 別    | 等 級 | 区分         | 運 賃 | 各種追加料金 | 各種追加料金 | 各種追加料金 | 合計 | 備考                                                                                 |
| 列車 番号 | 種 別    | 等 級 | 区分         | 運 賃 | 種別         | 空調         | 寝台         | 合計 | 備考                                                                                 |
|           |          |       |              |       |              |              |              |      |                                                                                      |
| 109       | 快速 RAP | 3等   | 座席         | 121   | 110          | -            | -            | 231  | 3等座席（非冷房）                                                                    |
| 109       | 快速 RAP | 2等   | 座席         | 281   | 110          | -            | -            | 391  | 2等座席（非冷房）                                                                    |
| 109       | 快速 RAP | 2等   | 寝台（下段） | 281   | 110          | 170          | 200          | 761  | 2等寝台(旧型・定員40）・上段は70バーツ減額                                           |
| 51        | 急行 EXP | 2等   | 座席         | 281   | 150          | -            | -            | 431  | 2等座席（非冷房）                                                                    |
| 51        | 急行 EXP | 2等   | 座席         | 281   | 150          | 110          | -            | 541  | 2等座席・冷房車                                                                      |
| 7         | 特急 DRC | 2等   | 座席         | 281   | 170          | 190          | -            | 641  | ASR型気動車で運転、軽食代80バーツを含む モノクラス編成なのでこれ以外の座席種別はない |
| 13        | 特急 SP  | 2等   | 寝台（下段） | 281   | 190          | 170          | 200          | 841  | 2等寝台(旧型・定員40）・上段は70バーツ減額                                           |
| 13        | 特急 SP  | 1等   | 寝台（下段） | 593   | 190          | 170          | 500          | 1453 | 韓国製1等寝台車・上段は200バーツ減額                                                 |
| 13        | 特急 SP  | 1等   | 個室占有     | 593   | 190          | 170          | 1000         | 1953 | 元JR車（韓国車の場合あり）1等個室寝台                                                |
| 9         | 特急 SP  | 2等   | 寝台（下段） | 281   | 250          | 210          | 300          | 1041 | CNR車にて運転・上段は100バーツ減額                                                   |
| 9         | 特急 SP  | 1等   | 個室占有     | 593   | 250          | 210          | 1400         | 2453 | 同上・1等個室寝台                                                                    |

## 貨物輸送
おもな貨物列車は、タイ中部の製油所・セメント工場等と消費地との間で運行される石油・セメント・LPG等の専用貨物列車、バンコク港やレムチャバン港と内陸部との間で運行される輸出入コンテナ輸送列車などである。バーンスー分岐駅には、各線の貨物輸送の中継のため大規模な操車場が設けられている。
南本線では、コンテナ輸送を中心にマレー鉄道との直通貨物列車も運行されている。この中で特筆すべきは、2013年からマレーシアのクアラルンプールとバンコクの間には日本通運による専用コンテナ列車が定期運転されるようになった事である。この列車は主に日系自動車メーカーの現地プラント間での部品輸送のためのもので、日本通運のチャーター列車であることを強調するために「NIPPON EXPRESS」のロゴが描かれた専用コンテナで統一されている。また運用の都合により、同列車に限ってマレー鉄道の機関車がバンコクまで継続して乗り入れる場合がある。(一般の旅客列車、貨物列車の越境運行に際しては国境駅であるパダン・ブサール駅で機関車の交換が行われる。またタイ国鉄保有の機関車がマレーシア国内に入線することはない)

## 車両

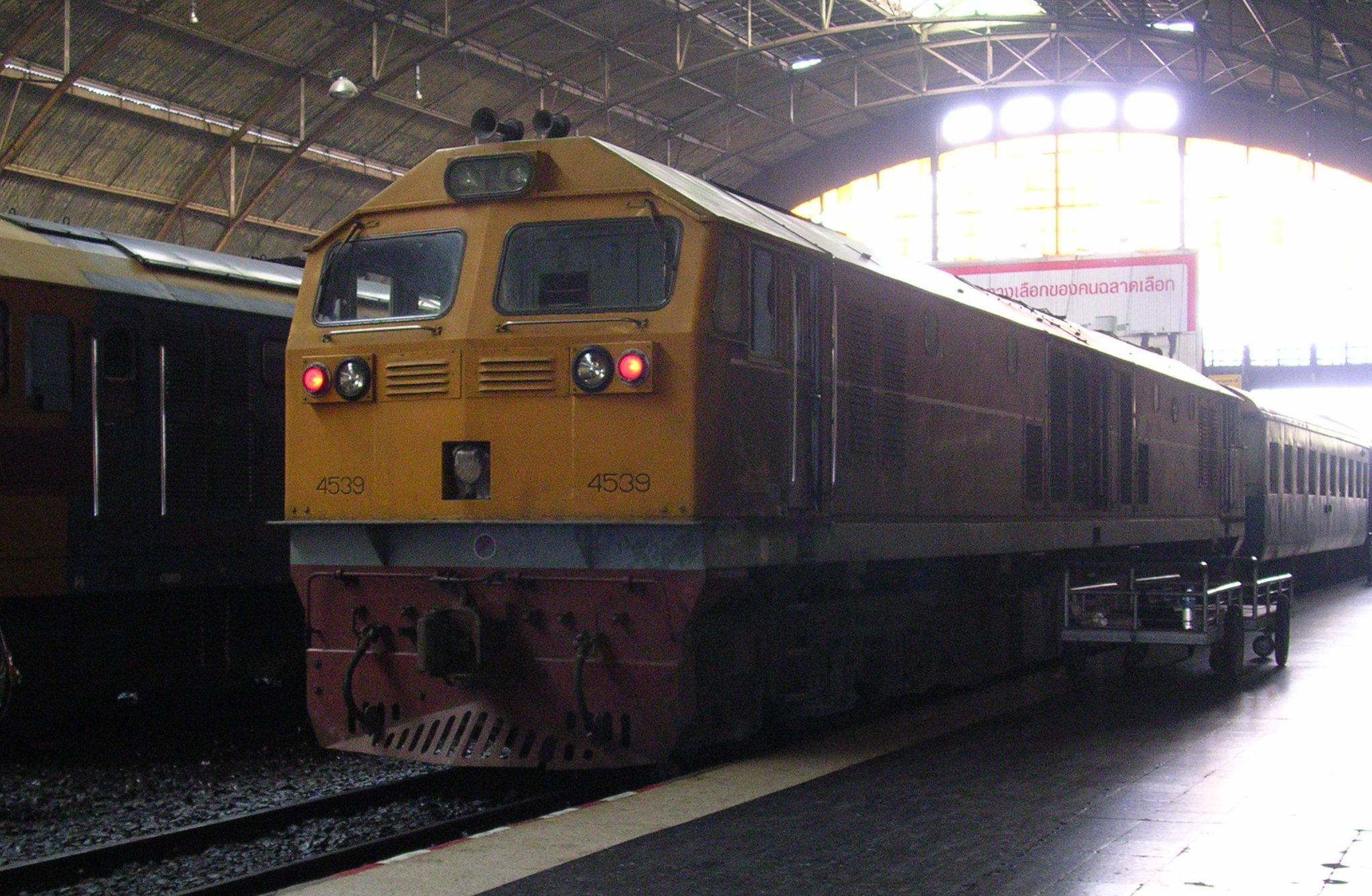
GEA型ディーゼル機関車

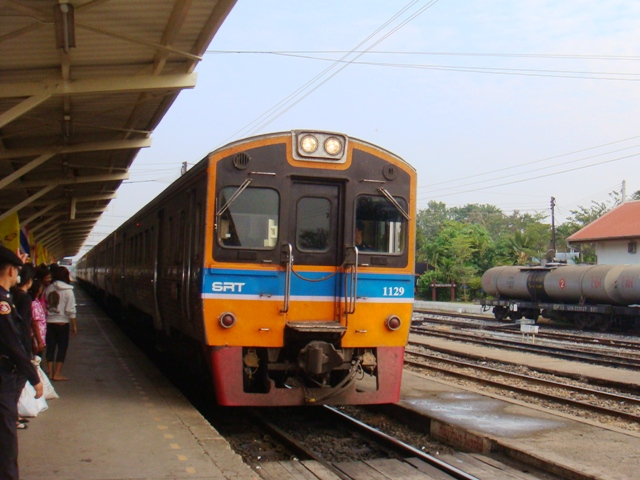
日本製のTHN型気動車

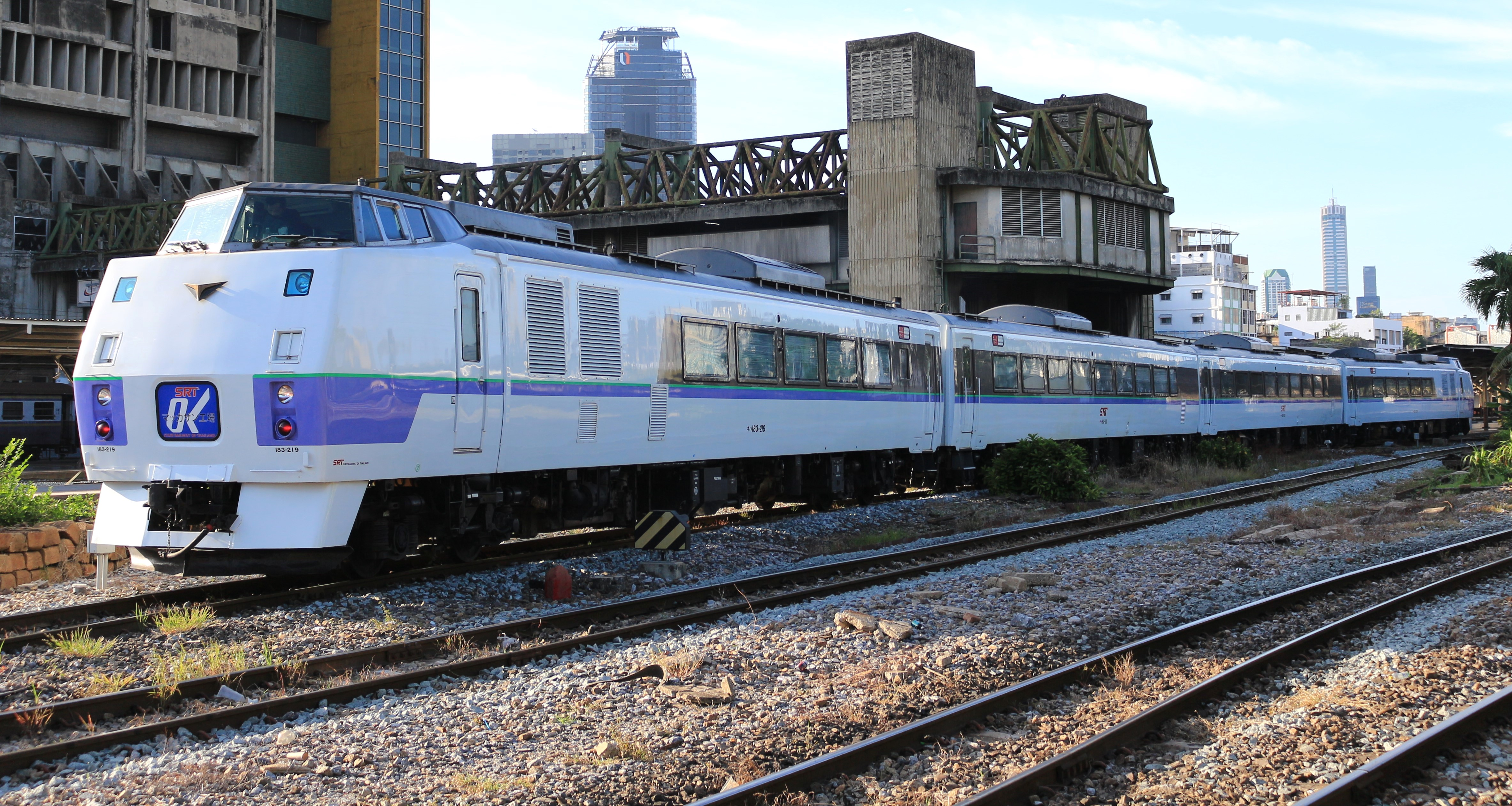
元・キハ183系気動車

本項では概略に留める。
タイ国鉄の路線は、エアポート・レール・リンクを除いてメーターゲージ（軌道の節にて後述）である。
エアポート・レール・リンク、レッドライン以外は全て非電化路線で、ディーゼル動力の車両が使用されている。
新車 -動力車は全て輸入に頼るが、客車・貨車については内製も行われている。2014年以降は客車、機関車、貨車ともに中国からの輸入が続くが、中国への過剰な依存を避けるべく国産に向け独自研究が行われているほか、技術移転により内製比率を高めつつあるトルコを先行事例として調査する動きもみられる。
主な輸入国および車両種別
- 日本 - 客車、一般形気動車、ディーゼル機関車、蒸気機関車、貨車
- 韓国 - 客車、特急用気動車、貨車
- イギリス - 特急用気動車、蒸気機関車、貨車
- フランス - ディーゼル機関車
- アメリカ - ディーゼル機関車、蒸気機関車
- ドイツ - エアポート・レール・リンク用電車、ディーゼル機関車、蒸気機関車、貨車
- 中国 - 客車、ディーゼル機関車、貨車

他にスイス、デンマーク、ベルギー、オーストラリア、台湾も納入実績がある。
中古車 - 1990年代中期以降は、他国の中古車両の譲受も行っている。
- オーストラリア・クイーンズランド鉄道の電車[注釈 14]
- 西日本旅客鉄道（JR西日本）の気動車、客車
  - 気動車は現場における様々な問題が露呈し、早々に旅客輸送から離脱した。
  - 座席客車は空調付き車両として運用を始めたが、座席車は空調機器の故障が続発し非空調車扱いとなった[注釈 15]。
  - 寝台客車は中国製新型客車の就役に伴い、団体・臨時列車、波動輸送用として使用される（2023年現在）[注釈 16]。
- 北海道旅客鉄道（JR北海道）の気動車、客車
  - 2016年に14系500番台座席車が搬入された。一部は2024年8月より観光列車として運行開始[30][31]。
  - 2021年にキハ183系気動車が搬入された[32]。2022年12月より観光列車として運行開始[33][注釈 17]。

## 軌道

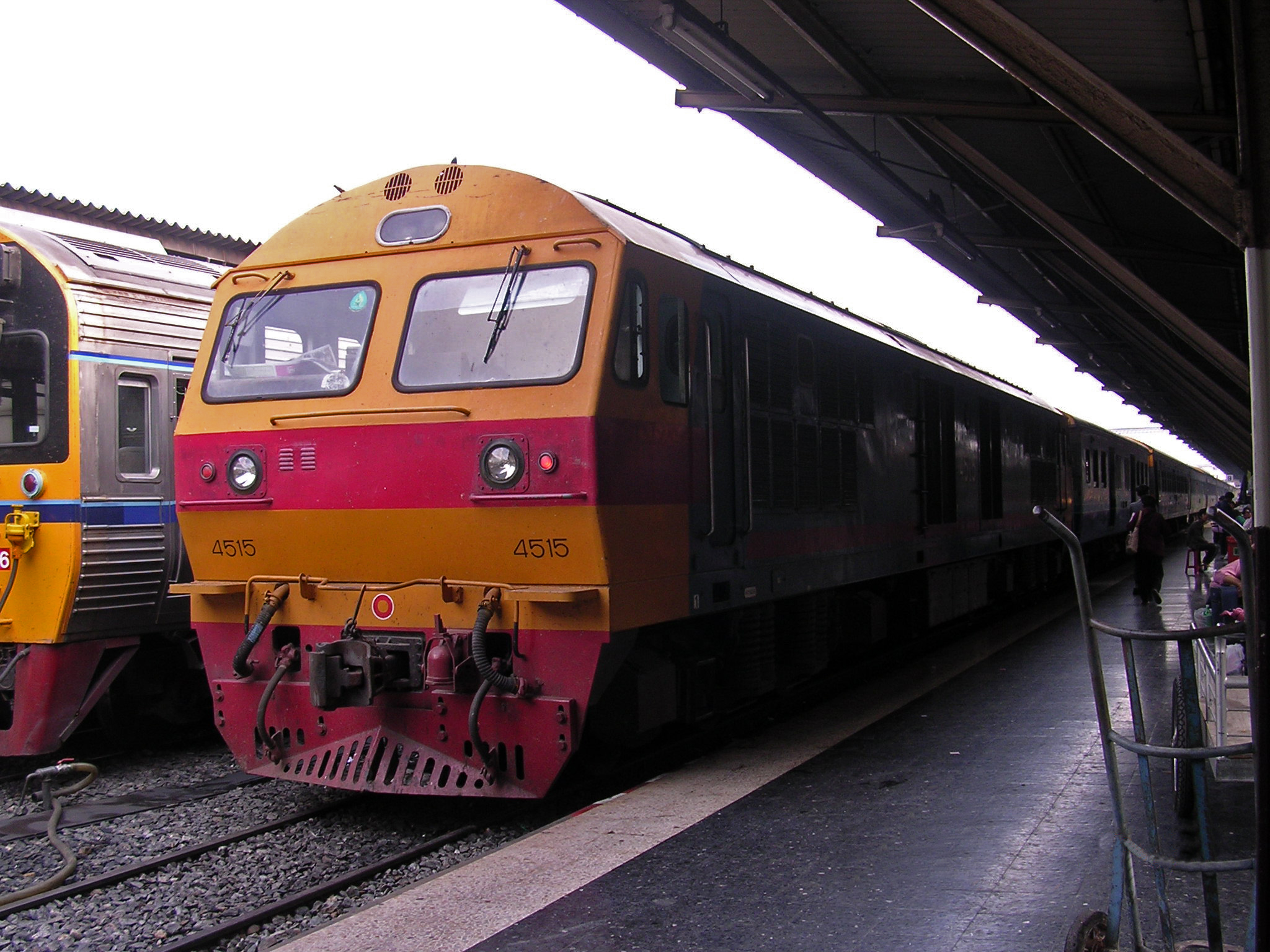
HID型ディーゼル機関車

タイ国鉄は、エアポート・レール・リンクを除き、軌間が1000mmである軌道（通称メーターゲージ、インドシナ標準軌。以下、1000mm軌間と表記）を採用している。狭軌ではあるが、線路規格・保線の水準は共に高く、主要幹線では最高120km/hでの運転を行っており、機関車も日本貨物鉄道（JR貨物）DF200形に匹敵する規模の大型6動軸機が使用されている。
1897年3月26日にクルンテープ駅 - アユタヤ駅間 (71.08km) が開業し、タイ官営鉄道（現タイ国鉄）の歴史が始まったが、この時採用された軌間は1435mm（標準軌）であった。その後タイの鉄道は急速に発展し、東北線、北線と路線を延伸していった。次の幹線である南線の建設では1000mm軌間が採用された。従って車両も相互の行き来がなかったし、したくても軌間が違う為不可能であった。この為タイ官営鉄道は2種類の軌間を使用していくことになった。しかし弊害が多くその後1920年から10年がかりで、軌間の統一化工事が行なわれた（全線で1000mm軌間にした）。
1000mm軌間への統一は、マレー鉄道との列車直通運転を可能にすることが最も主要な目的であったが、このほかに時代背景として、鉄道建設黎明期において仏領インドシナを形成していたカンボジア、ベトナムとの軌間の統一が図られていたことも挙げられる。1000mm軌間が「インドシナ標準軌」と呼ばれる所以である。
この軌間統一は当初、インドシナ国際間の相互乗り入れ運転という国際鉄道交通の拡充を図る上では有効に機能したが、その一方で安定性では標準軌に劣るため、特にカーブなどではスピードを落とさねばならず高速化には不利である。その他の問題点として、最近では路線の仕様を変更してもスカイトレインなどのゲージの広い車両が乗り入れすることが難しいという問題が指摘されておりそのため現在建設中のレッドライン（2021年部分開業）では国鉄既存路線と同じ1000mm軌間を採用している。

## 社会的役割
タイの鉄道は、日本の鉄道に比較して定時性に劣り、道路交通に比較して所要時間がかかりがちであることが指摘されている。特にバンコク近郊区間では、都心部での立体交差化の遅れからラッシュ時の運行本数が制限されているほか、踏切においても自動車の通行を優先させることがあるため、十分に機能を発揮できていない。
都市間輸送については公共輸送公社の運営するバスの方が早くて経済的であること、航空網が整備されていることなどから鉄道による旅客輸送は他国と同様緩やかに衰退しているが、座席車（特に三等車）の料金が安いこと、あるいは寝台が快適なことから、時期・区間によってはかなりの乗車率となることもある。
都市近郊区間での輸送実績はバスに劣る。全般的にはバンコク大量輸送公社によるバス路線網が充実し、また運転間隔も短く経済的なため、鉄道の通勤手段としての利用は少数派である。ただしバンコクとその近郊においてはある程度の近郊列車が運転されており、駅間隔も比較的短いことから、時間帯によっては立ち席が出るほどに混雑する。
貨物輸送については、大単位輸送物資の開拓、主要駅への石油等の積替施設の整備、レムチャバン港等の港湾整備に伴う貨物線の建設等の施策が講じられた結果、1990年代以降、専用貨車による石油、セメント、LPG等のバルク輸送や、国際海上コンテナを中心とするコンテナ輸送が主力となり、大単位・長距離の輸送に特性を発揮するようになった。他方、トラックに対して競争力の劣る小口輸送や中・短距離輸送は減少し、陸上輸送に占める鉄道貨物輸送のシェアも低下している。

## 計画
新幹線計画はタイ高速鉄道計画を参照。国際鉄道計画はアジア横断鉄道も参照。
- タイ＝ラオス友好橋に沿う形で、東北線の終点であるノーンカーイ（ノンカイ）からラオスの首都ヴィエンチャンへの鉄道延伸工事が行われていたが、2008年7月に一部竣工した。新ノーンカーイ駅から線路を6.15キロ延長し、友好橋を通ってラオス側に延長し、ヴィエンチャン郊外にターナレーン駅を設置した。竣工後、試運転が行われて来たが、2009年3月5日に、ノーンカーイ駅にて、タイのシリントーン王女も招いた開業式が行われた。翌3月6日より、ノーンカーイ - ターナレーン間の、1日2往復の定期旅客列車の運行が始まった。2019年8月1日には、貨物列車の運行も始まった[38]。2024年7月19日からはバンコク - ヴィエンチャン間の国際列車運行が開始した[12]。
  - 中国ラオス鉄道のタイ延伸計画に関連し、タイ＝ラオス友好橋とは別にメコン川鉄道専用橋を三線軌条式で新造する構想がある。
- 東線のアランヤプラテートからカンボジア鉄道への運行再開も計画されている。2019年、カンボジア側の国境駅ポイペト再延伸にて実現したが、越境区間の列車は独立した運行形態となっている。国際列車の直通運転が実現するかは不明。
- カーンチャナブリー県のナムトクから、旧泰緬鉄道のコースを通りミャンマーのヤンゴンまでを延長する計画もあるが、こちらも実現のめどは立っていない。
- （2019年現在）上記以外の新線建設計画としては、以下があげられる[39]（事実上凍結されているものも含む）。
  - 北部 : 北本線支線デンチャイ – チェンライ - チェンコーン[40][注釈 24]（総延長323km、総工期6年間）[42]

- - 西部 : パークナムポー - ターク - メーソート(ミャンマー方面、2030年開業予定)[43]
  - 南部 : キーリーラットニコム – ターヌン（パンガー湾）、スパンブリー - ロッブリー、チュムポーン - ラノーン[注釈 25]
  - 東部 : マープタープット – ラヨーン、バーンパーチー - アランヤプラテート
  - 東北部 : 東北本線支線バーンパイ - マハーサーラカーム – ローイエット – ムックダーハーン – ナコーンパノム（総延長355km、2028年開業予定）[44][45][46][注釈 26]

- このほか複数の箇所で複線化計画、路盤補修計画がある。
  - 南本線ナコーンパトム - チュムポーン間の複線化事業が2023年完成予定とされたが[47]、最終的に2024年8月に完成した。2025年現在、チュムポーン以南の改良に向け調査が進められている。

- - 2025年現在、北本線ロッブリー駅近郊のバイパス新線[48]、ターケー - パークナムポー間 複線化事業が進行中。2022年完成予定とされたが[47]、いまだ供用に至っていない。
- バンコクの都市鉄道整備計画では、都心部からタイ国鉄主要幹線沿いに近郊地域へ向かう路線としてダークレッドライン（濃赤線：バンコク北方）及びライトレッドライン（淡赤線：バンコク東方・西方）の建設が、タイ国鉄在来線乗り入れ可能な規格で進められており[49][50][注釈 27]、2021年には一部開業にこぎつけた（当該項参照）。
- エアポート・レール・リンクを両方向とも延伸し、ドンムアン空港とウタパオ国際空港に接続する計画が進行中。

## 主な事件、事故
マレーシア国境に近い深南部では、タイからの独立を目指すイスラム過激派によるテロが多発している地域を通過するため、運行妨害等の事件が発生している。
2007年
- 3月28日 - バンコクのフワランポーン駅構内で、列車が停車位置を超え発券所の壁に激突した。
- 4月8日 - バンコクのバーンスー分岐駅で停車中の機関車から出火した。
- 6月4日 - ヤラー県にて線路のボルトが多数抜かれ、列車が脱線・転覆、13人が負傷した。その影響で深南部線が8日朝まで運休。

2009年
- 10月4日 - トラン発バンコク行き第84寝台急行列車でプラチュワップキーリーカン県ホアヒン郡カオタオ地区を走行中に15両編成中機関車（4544）を含む前部計5両が脱線、転覆し多数の死傷者を出した。脱線時大雨だった。脱線した車両には日本からの譲渡車が含まれている。

2010年
- 2月23日 - 午後、バンコクからハジャイに向かっていた貨物列車が南部パタルン県内で脱線、転覆した。けが人はなかった。国鉄関係者は枕木の老朽化が原因とみている。
- 2月25日 - 午前9時25分、ヤラー市からナコンシータマラート市に向かっていた4両編成の第456普通列車がソンクラー県内で脱線、転覆し乗客乗員22人が重軽傷を負った。
- 11月26日 - 午前8時半ごろ、バンコク発トラン行きの第83寝台急行列車がタナコンシータマラート県で機関車（4223）を含む3両が脱線、転覆した。

2011年
- 7月25日 - 午前1時45分南本線のチャアム－ノーンサーラー間でバンコク発の急行列車が脱線した。けが人はなかった。
- 12月28日 - 午後4時過ぎスラータニー発バンコク行きの第40特急列車が、途中プラチャップキリカーン県内の踏み切りでトラックと衝突し、脱線炎上した。

2012年
- 4月24日 - バンコク郊外で燃料輸送列車が脱線転覆し上下線を塞ぎ北線は一時不通になった。
- 5月5日 - 午後バンコクからマレーシアに向かっていた貨物列車（19両編成）がナコンシータマラート県内で機関車（4527）を含む17両が脱線、転覆した。この事故で列車の乗員1人がけがをし、南部線は一時不通になった。タイ国鉄は脱線の原因について、豪雨で地盤が緩んだためとみている。
- 5月23日 - 正午頃、タイ東北部ナコーンラーチャシーマー県で回送中の機関車（4212）がブレーキの故障で暴走し、脱線、転覆した。
- 5月26日 - 午後6時半ごろ、チェンマイからバンコクに向っていた回送列車が、タイ北部ラムプーン県内で機関車（4109）を含む7両が脱線。回送列車だったため、乗客はおらず乗務員にも負傷者は出なかった。
- 11月18日 - 午前7時15分頃、南部ナラーティワート県を走行していたヤラー発スンガイ・コーロック行き下り普通列車が爆発に巻き込まれ大破、死亡3名を含む多数の負傷者が発生。過激派によるテロとみられる[51]。

2013年
脱線事故が頻発。とくに北本線は同年9月までに10回以上の脱線事故が発生したとされ、9月16日から約2か月にわたる長期運休により補修工事を実施した。
- 7月17日 - 午前3時45分頃、北部プレー県内にてチェンマイ行き寝台特急が脱線横転。数十名の負傷者が発生した[53]。
- 9月4日 - 午前8時頃、北部プレー県を走行中の貨物列車が脱線。原因は保線作業員が線路上に機材を置き忘れたためとされる。けが人はなかった[54]。
- 9月7日 - 午前10時半頃、マハーチャイ線下り列車がタラートプルー駅構内で脱線、車体が屋根に接触。2名が負傷[52]。
- 9月13日 - 午前11時20分頃、バターワース発上り国際列車がバーンスー分岐駅付近で脱線。けが人はなかった[55]。
- 9月16日 - 午後1時45分頃、スンガイ・コーロック発上り夜行列車がファランポーン駅到着直前で脱線。けが人はなかった[56]。
- 9月23日 - 午前8時頃、ナコーンラーチャシーマー県内で貨物列車が脱線。けが人はなかった[57]。
- 10月7日 - 午後6時50分頃、東北本線の上り貨物列車がバンコク郊外パトゥムターニー県内で脱線。けが人はなかった[58]。
- 10月9日 - 午前8時20分頃、パッタルン発スンガイ・コーロック行普通列車がハジャイ駅付近で脱線。けが人はなかった[59]。
- 10月17日 - 午後9時半頃、ナコーンラーチャシーマー県を走行していた貨物列車がノーンスーン駅付近で脱線。けが人はなかった[60]。
- 11月12日 - 午前5時20分頃、バンコク発ノーンカーイ行き夜行急行がウドンターニ県内を走行中、線路上に置かれたコンクリート塊に衝突し3両脱線、1両が横転。乗員乗客合わせ11人が負傷[61]。
- 12月2日 - タイ国鉄総裁が視察のため乗車していたバンコク発チェンマイ行寝台特急が北本線ラムプーン駅付近で脱線。同線は長期運休を伴う改修工事を終えたばかりで、同列車は運転再開後、最初の便であった。原因は駅員のポイント切替えミスとみられる[62]。

2014年
- 1月28日 - ナコーンサワン発チェンマイ行普通列車が北部ラムプーン県で脱線[63]。
- 4月10日 - ナコーンラーチャシーマー県で回送中の機関車がブレーキ故障とみられる速度超過で脱線横転、築堤から転落して大破[64]。
- 7月27日 - 午前10時50分頃、シンガポールからバンコクに向かっていた観光列車E&Oエクスプレスが中部ラーチャブリー県で6両が脱線。乗客2名が負傷[65]。
- 10月30日 - 午前10時頃、東北部コーンケーン県を走行していた普通列車が踏切事故により脱線。乗務員2名乗客2名が死亡、重軽症80名の惨事となった[66]。その後の発表によればタイ国鉄には2015年時点で全国2500以上の踏切があり、うち遮断機を備えるものは約1/3に留まるとされ、2014年に発生した踏切事故は127回に上る[67]。

2017年
- 2月18日 - 午前9時頃、バーンスー分岐駅構内にて回送中の中国製新型客車が脱線。けが人なし。原因はポイント操作のミスであり車両側に不備はないと発表された[68] 。
- 9月9日 - 正午頃、中部サラブリー県内で貨物列車が脱線横転、乗務員3名が負傷[69]。

2018年
- 9月26日 - 南部ソンクラー県バンクラム駅付近を走行中の旅客列車が脱線。けが人なし[70]。

2021年
- 12月13日 - パッターニー県の線路上で爆弾が爆発。走行中の旅客列車が破損、乗客乗員合わせて3人が負傷[71]。